# Ausbreitungsmedium
Das Ausbreitungsmedium oder kurz Medium bezeichnet in Physik und Technik einen Träger für die Ausbreitung eines Signals oder einer physikalischen Erscheinung.
In der Wellenlehre ist ein Medium etwas, das zur Ausbreitung von Wellen fähig ist. In einem elektrischen Stromkreis ist ein Medium etwas, das bewegliche Ladungsträger besitzt, somit zum Transport elektrischer Ladung fähig ist.
Während Schallwellen zur Ausbreitung eine Substanz benötigen, können sich elektromagnetische Wellen (z. B. Licht) im Vakuum ausbreiten. Einen in früheren Zeiten vermuteten Äther als materiellen Träger gibt es nicht. 
In der Technik werden auch Körper als Ausbreitungsmedium bezeichnet, die durch ihr Material und ihre Form die gebündelte Ausbreitung von Wellen ermöglichen.

## Elektromagnetische Wellen, Optik
Eine elektromagnetische Welle breitet sich in einem Medium mit einer Geschwindigkeit aus, die stets kleiner ist als die Vakuumlichtgeschwindigkeit. Jedes reale Medium bewirkt eine (wellenlängenabhängige) Abschwächung des Lichts. Kennzeichnend für die Übertragungseigenschaften des Mediums ist die Permittivität und die Magnetische Permeabilität. Beide Eigenschaften sind ebenfalls wellenlängenabhängig.
Bei Wellenleitern wie Koaxialkabeln, Hohlleitern oder Lichtwellenleitern spielen weitere Parameter eine Rolle, beispielsweise Durchmesser und Abschlusswiderstand.
Je nach Wellenlänge und Dimensionen des Mediums wird die Ausbreitung mit der Quantenphysik, der Optik, der Leitungstheorie oder der Elektrotechnik beschrieben.

## Schallwellen, Akustik
Schallwellen können sich in verschiedenartigen Medien ausbreiten, nämlich in Fluiden (z. B. Luft, Wasser), oder in Festkörpern (z. B. Stahl). Man unterscheidet dementsprechend Fluidschall (also z. B. Luftschall oder Wasserschall) und Körperschall.

## Elektrischer Strom
Der elektrische Strom wird meist durch sich bewegende Elektronen gebildet und in einem elektrischen Leiter geführt. Ladungsträger (d. h. jegliche geladene Teilchen) können sich jedoch auch in Flüssigkeiten, Gasen, Plasmen oder im Vakuum bewegen.